# The Rockin’ Vickers
A The Rockin’ Vickers (korábbi nevén The Rockin’ Vicars vagy Rev Black and the Rockin’ Vicars) rövid életű angol rock/beat együttes volt. 1963-ban alakult meg Blackpoolban. Az együttes felállása többször változott; az utolsó (1965–1967) felállás ez volt: Harry "Reverend Black" Feeny – ének, Ian Fraser "Lemmy" Kilmister – gitár, Stephen "Mogsy" Morris – basszusgitár, Cyril "Ciggy" Shaw – dobok és Garry Chamberlain – gitár.
Koncertfellépéseik igen látványosak voltak, mivel lelkészeknek és számi embereknek öltözve játszottak (maga a "vicar" szó lelkészt jelent). Az Egyesült Királyságban és Európában egyaránt turnéztak. 1967-ben feloszlottak, Lemmy pedig csatlakozott a Hawkwindhez, majd megalapította a Motörheadet.